# Перой
Перой (хорв. Peroj) — населений пункт у Хорватії, в Істрійській жупанії у складі міста Воднян.

## Населення
Населення за даними перепису 2011 року становило 833 осіб.
Динаміка чисельності населення поселення:

## Клімат
Середня річна температура становить 14,21 °C, середня максимальна – 27,13 °C, а середня мінімальна – 0,85 °C. Середня річна кількість опадів – 768 мм.
| Клімат поселення                              | Клімат поселення | Клімат поселення | Клімат поселення | Клімат поселення | Клімат поселення | Клімат поселення | Клімат поселення | Клімат поселення | Клімат поселення | Клімат поселення | Клімат поселення | Клімат поселення | Клімат поселення |
| Показник                                      | Січ.             | Лют.             | Бер.             | Квіт.            | Трав.            | Черв.            | Лип.             | Серп.            | Вер.             | Жовт.            | Лист.            | Груд.            |                  |
| Середній максимум, °C                         | 10,33            | 10,65            | 13,67            | 17,27            | 22,03            | 26,06            | 27,13            | 26,82            | 22,51            | 18,44            | 13,40            | 10,17            |                  |
| Середня температура, °C                       | 5,58             | 5,89             | 8,93             | 12,52            | 17,30            | 21,31            | 23,88            | 23,57            | 19,27            | 15,20            | 10,17            | 6,91             |                  |
| Середній мінімум, °C                          | 0,85             | 1,13             | 4,20             | 7,78             | 12,54            | 16,57            | 20,63            | 20,31            | 16,03            | 11,96            | 6,92             | 3,67             |                  |
| Норма опадів, мм                              | 63               | 51               | 54               | 60               | 54               | 61               | 39               | 64               | 70               | 87               | 95               | 70               |                  |
| Середньомісячна швидкість вітру, м/с          | 2.61             | 2.85             | 2.93             | 2.85             | 2.56             | 2.47             | 2.47             | 2.44             | 2.55             | 2.75             | 2.93             | 2.83             |                  |
| Середньомісячна сонячна радіація, кДж/м²·день | 4530             | 7449             | 10854            | 15504            | 19844            | 21669            | 22890            | 19690            | 14427            | 9331             | 4979             | 3854             |                  |
| --------------------------------------------- | ---------------- | ---------------- | ---------------- | ---------------- | ---------------- | ---------------- | ---------------- | ---------------- | ---------------- | ---------------- | ---------------- | ---------------- | ---------------- |
| Джерело:                                      |                  |                  |                  |                  |                  |                  |                  |                  |                  |                  |                  |                  |                  |